# David Haig
David Haig Collum Ward (Aldershot, 20 settembre 1955) è un attore e cantante britannico, attivo in campo televisivo, teatrale e cinematografico.

## Biografia
Ha partecipato a film drammatici, serio-comici e commedici e interpretando personaggi di varie classi sociali. È apparso in produzioni teatrali nel West End e ha interpretato numerosi ruoli televisivi e cinematografici.
Ha scritto il dramma My Boy Jack, che è stato premiato al Hampstead Theatre il 13 ottobre 1997. Nel Giorno della Memoria 2007, l'ITV ha trasmesso un dramma televisivo basato sui primi due atti di esso, in cui Haig ha interpretato Rudyard Kipling e Daniel Radcliffe ha interpretato il figlio di Kipling, John. 
Haig ha continuato ad essere l'attore principale in Rosencrantz e Guildenstern sono morti accanto a Radcliffe nel 2017. Il secondo dramma di Haig The Good Samaritan è stato anche prima girato all'Hampstead Theatre, inaugurato il 6 luglio 2000.

## Filmografia parziale

### Cinema
- Quattro matrimoni e un funerale (Four Weddings and a Funeral), regia di Mike Newell (1994)
- Two Weeks Notice - Due settimane per innamorarsi (Two Weeks Notice), regia di Marc Lawrence (2002)
- Florence (Florence Foster Jenkins), regia di Stephen Frears (2016)
- Downton Abbey, regia di Michael Engler (2019)

### Televisione
- Portrait of a Marriage – miniserie TV (1990)
- A for Andromeda, regia di John Strickland – film TV (2006)
- Dustbin Baby, regia di Juliet May – film TV (2008)
- L'ispettore Barnaby (Midsomer Murders) – serie TV, episodio 12x04 (2009)
- Penny Dreadful – serie TV, 5 episodi (2015)
- Testimone d'accusa (The Witness for the Prosecution) – miniserie TV, 2 puntate (2016)
- Killing Eve – serie TV, 4 episodi (2018-2022)
- Cobra - Unità anticrisi (Cobra) – serie TV, 18 episodi (2020-2023)
- Étoile – serie TV, 8 episodi (2025)

## Riconoscimenti
Nel 2005 ha vinto il Laurence Olivier Award alla miglior performance in un ruolo non protagonista in un musical.